# Landtagswahl in Hessen 1991
- SPD: 46
- Grüne: 10
- FDP: 8
- CDU: 46

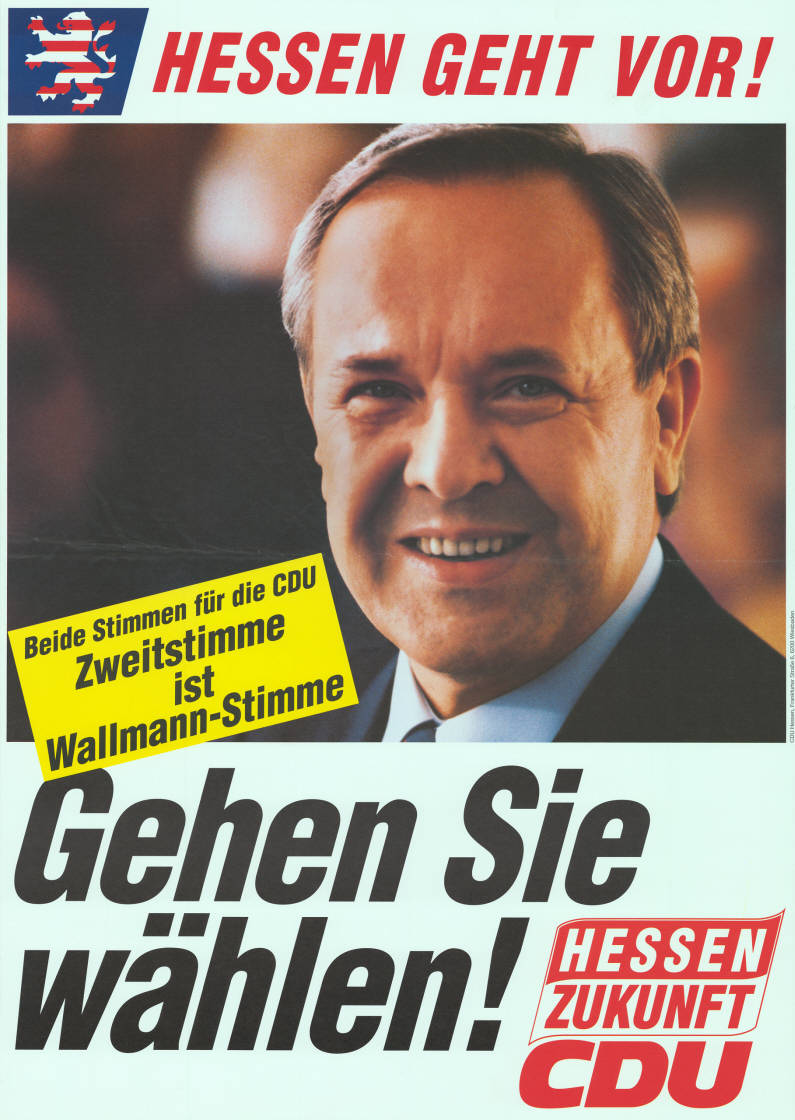
Wahlplakat der CDU

Die Wahlen zum 13. Hessischen Landtag fanden am 20. Januar 1991 statt und führten zum Machtverlust der amtierenden CDU/FDP-Koalition. Die SPD wurde bei leichten Zugewinnen mit 40,8 % der Stimmen knapp stärkste Partei und konnte gemeinsam mit den Grünen die zweite rot-grüne Koalition in Hessen bilden. Zugleich mit der Landtagswahl wurden zwei Volksabstimmungen (obligatorische Referenden) über die Annahme von Änderungen der Landesverfassung durchgeführt.

## Ausgangssituation
Bei der vorhergehenden (vorgezogenen) Landtagswahl am 5. April 1987 hatte Walter Wallmann eine sehr knappe Mehrheit (56 der 110 Mandate) erzielt und konnte eine Regierung aus CDU und FDP bilden. Zum ersten Mal seit dem Krieg war die SPD in die Opposition verwiesen worden.
Die Neuwahl am 5. April 1987 ergab folgendes Ergebnis:
| Partei | Stimmanteil | Sitze |
| ------ | ----------- | ----- |
| CDU    | 42,1 %      | 47    |
| SPD    | 40,2 %      | 44    |
| GRÜNE  | 9,4 %       | 10    |
| FDP    | 7,8 %       | 9     |

 *) An 100 fehlende Prozent = nicht im Landtag vertretene Parteien 
Erstmals konnten die hessischen Wähler 1991 zwei Stimmen abgeben. Mit der (von der FDP durchgesetzten) Trennung der Landes- und der Wahlkreisstimme erhofften sich die kleinen Parteien eine Stärkung. Gleichzeitig mit der Landtagswahl wurden Volksabstimmungen über Änderungen der hessischen Verfassung durchgeführt (die alle mit übergroßer Mehrheit angenommen wurden).

## Spitzenkandidaten
Die CDU trat mit Ministerpräsident Walter Wallmann als Spitzenkandidat an. Gegenkandidat der SPD war der Kasseler Oberbürgermeister Hans Eichel. Die Grünen gingen mit einer Doppelspitze in den Wahlkampf. Iris Blaul und Joschka Fischer führten die Grünen-Liste an. Für die FDP fungierte Minister Wolfgang Gerhardt als Spitzenkandidat.

## Wahlkampf
Die Wahl stand im Schatten des Beginns der Rückeroberung des vom Irak besetzten Kuwaits im Zweiten Golfkrieg, die am 17. Januar, drei Tage vor der Wahl, erfolgte.
Die CDU-geführte Bundesregierung hatte die diplomatischen Bemühungen des Weltsicherheitsrates für einen Rückzug des Iraks unterstützt und trug auch zur Finanzierung der internationalen Streitkräfte bei, die ab dem 17. Januar begannen, die Besatzungstruppen zu vertreiben. Gegen diese Politik richtete sich die Friedensbewegung. Auch die Grünen thematisierten die Ablehnung des Krieges klar. In den Tagen vor der Wahl und auch am Wahltag erfolgten Demonstrationen und Unterschriftensammlungen gegen den Krieg.
Landespolitische Themen traten vor diesem Ereignis in den Hintergrund. Im Skandal um den Frankfurter Bordellbetreiber Hersch Beker war Innenminister Gottfried Milde im Wahljahr zurückgetreten.
Die Demoskopen sagten für die Landtagswahl in Hessen 1991 ein Kopf-an-Kopf-Rennen mit Vorteilen der CDU voraus.

## Amtliches Endergebnis

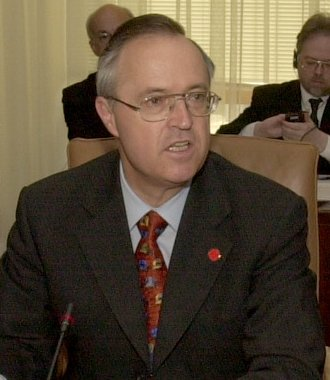
Ab 1991 Ministerpräsident: Hans Eichel

SPD und Grüne erreichten eine knappe Mehrheit der Mandate – ebenso wie Wallmanns CDU-FDP-Koalition vier Jahre zuvor konnte sich Eichels Koalition auf 56 der 110 Abgeordneten stützen. Er wurde am 5. April 1991 zum Ministerpräsidenten gewählt.
Das Ergebnis im Detail:
| Listen                       | Listen            | Wahlkreisstimmen | Wahlkreisstimmen | Wahlkreisstimmen | Landesstimmen | Landesstimmen | Landesstimmen | Mandate | Mandate |
| Listen                       | Listen            | Stimmen          | %                | Mandate          | Stimmen       | %             | Mandate       | Anzahl  | +/-     |
| ---------------------------- | ----------------- | ---------------- | ---------------- | ---------------- | ------------- | ------------- | ------------- | ------- | ------- |
|                              | SPD               | 1.289.735        | 43,6             | 31               | 1.214.909     | 40,8          | 15            | 46      | +2      |
|                              | CDU               | 1.246.046        | 42,1             | 24               | 1.195.965     | 40,2          | 22            | 46      | –1      |
|                              | GRÜNE             | 212.795          | 7,2              | –                | 262.161       | 8,8           | 10            | 10      | –       |
|                              | FDP               | 185.413          | 6,3              | –                | 220.115       | 7,4           | 8             | 8       | –1      |
|                              | REP               | 8.644            | 0,3              | –                | 49.320        | 1,7           | –             | –       | –       |
|                              | Die Grauen        | 9.273            | 0,3              | –                | 16.521        | 0,6           | –             | –       | –       |
|                              | ÖDP               | 4.652            | 0,2              | –                | 8.772         | 0,3           | –             | –       | –       |
|                              | PBC               | 137              | 0,0              | –                | 7.109         | 0,2           | –             | –       | –       |
|                              | Einzelbewerber    | 2.774            | 0,1              | –                | –             | –             | –             | –       | –       |
| Gesamt                       | Gesamt            | 2.959.469        | 100              | 55               | 2.974.872     | 100           | 55            | 110     | –       |
|                              |                   |                  |                  |                  |               |               |               |         |         |
| Ungültige Stimmen            | Ungültige Stimmen | 69.471           | 2,3              |                  | 54.068        | 1,8           |               |         |         |
| Wähler                       | Wähler            | 3.028.940        | 70,8             |                  | 3.028.940     | 70,8          |               |         |         |
| Wahlberechtigte              | Wahlberechtigte   | 4.278.151        |                  |                  | 4.278.151     |               |               |         |         |
|                              |                   |                  |                  |                  |               |               |               |         |         |
| Quelle: Der Landeswahlleiter |                   |                  |                  |                  |               |               |               |         |         |

## Wahlprüfung
Das Wahlprüfungsgericht erklärte mit Urteil vom 26. März 1992 (AZ 104/2 1991) die Wahl für gültig. Schwerpunkt der Einsprüche gegen die Wahl waren Wähler, die Unterschriftensammlungen gegen den Irakkrieg in unmittelbarer Nähe der Wahllokale reklamierten.

## Volksabstimmungen
Zeitgleich zur Wahl wurden zwei Volksabstimmungen über Änderungen der Landesverfassung abgehalten. Die erste Änderung sah die Aufnahme des Umweltschutzes als Staatsziel im neu geschaffenen Artikel 26a vor, die zweite Änderung sollte die Direktwahl von Bürgermeistern und Landräten durch Anpassung der Artikel 138 und 161 ermöglichen. Beide Änderungen wurden von einer Mehrheit der Abstimmenden angenommen.
| Volksabstimmungen in Hessen 1991      | Volksabstimmungen in Hessen 1991 | Volksabstimmungen in Hessen 1991 | Volksabstimmungen in Hessen 1991 | Volksabstimmungen in Hessen 1991 | Volksabstimmungen in Hessen 1991 | Volksabstimmungen in Hessen 1991 | Volksabstimmungen in Hessen 1991 | Volksabstimmungen in Hessen 1991 | Volksabstimmungen in Hessen 1991 |
| Vorlage                               | Beteiligung (absolut)            | Beteiligung (in %)               | “Ja”-Stimmen (absolut)           | “Ja”-Stimmen (in %)              | “Nein”-Stimmen (absolut)         | “Nein”-Stimmen (in %)            | Ungültige (absolut)              | Ungültige (in %)                 | Ergebnis                         |
| ------------------------------------- | -------------------------------- | -------------------------------- | -------------------------------- | -------------------------------- | -------------------------------- | -------------------------------- | -------------------------------- | -------------------------------- | -------------------------------- |
| Staatsziel Umweltschutz               | 3.028.821                        | 70,80 %                          | 2.260.733                        | 74,64 %                          | 510.699                          | 16,86 %                          | 257.389                          | 8,50 %                           | erfolgreich                      |
| Direktwahl der Bürgermeister/Landräte | 3.028.820                        | 70,80 %                          | 2.276.425                        | 75,16 %                          | 500.689                          | 16,53 %                          | 251.706                          | 8,31 %                           | erfolgreich                      |